# Michael Repacholi
Michael Harry Repacholi plus connu sous le nom de Michael Repacholi ou  de Mike Repacholi (australien, né le 30 juin 1944) est un biophysicien (professeur) et expert en radioprotection, qui a notamment co-fondé le Comité international des rayonnements non ionisants (qu'il a présidé de 1988 à 1992), et qui deviendra l'ICNIRP (Commission internationale sur la protection contre les radiations non ionisantes) qu'il présidera de 1992 à 1996, et dont il reste depuis « Président d'honneur ».

## Biographie

### Études
Le professeur Repacholi a étudié la physique et la radiobiologie à l'Université d'Australie-Occidentale (1965), à l'Université de Londres (1969) avant d'obtenir son PhD à l'Université d'Ottawa (en 1980).

### Carrière
Lors de ses études de physique, il effectue un stage étudiant au sein de la Commission australienne de l'énergie atomique (été austral 1964-1965).
De 1965 à 1968, il devient physicien spécialisé en radioprotection dans le laboratoire des rayons X de Perth (Australie-Occidentale). Puis les années suivantes, il réalise des enquêtes sur les utilisateurs d'appareils à rayons X (ou utilisant des radio-isotopes dans des installations médicales et industrielles), pour divers hôpitaux australiens et canadiens.
Il émigre ensuite au Canada et y travaille trois ans pour la Commission du cancer du Saskatchewan, à Régina (de 1969 à 1971). En tant que physicien hospitalier, il contribue à planifier les radiothérapies. Il est aussi consultant en radioprotection pour les équipements de radiologie médicale de l'hôpital des Sœurs Grises ; et consultant au service de médecine nucléaire de la clinique Allan Blair (qui est un centre de traitement des cancers).
Il travaille ensuite pour le Bureau de la radioprotection de Santé et Bien-être social Canada (1971—1982) ;
- de 1971 à 1974 comme Chef du programme de radiographie médicale ;
- de 1975 à 1982 comme Chef du Programme des rayonnements non ionisants.

Il coordonne des programmes impliqués dans la recherche, la mesure et les effets biologiques et sanitaires des rayonnements, il contribue à créer ou mettre à jour les normes de protection congre les rayonnements ionisants et non ionisants. À ce titre, il participe au groupe de travail de la réunion de l'OMS sur l'échographie (à Londres, en 1976).
En janvier 1983, de retour en Australie, il travaille à l'Hôpital Royal Adelaide, à Adélaïde, en Australie du Sud, jusqu'en juillet 1991. Nommé scientifique en chef, il est chargé de la recherche sur les rayonnements, du développement de thérapies utilisant les rayonnements. Responsable de la radioprotection dans l'hôpital, il y conduit des projets de recherche sur les rayonnements non ionisants.
Son hôpital le détache à l'Australian Radiation Laboratory, alors notamment chargé d'évaluer les séquelles radiologiques (plutonium-239, uranium-235, beryllium…) laissés par les travaux de développement de la bombe atomique anglaise sur 7 sites d'essais nucléaires en Australie du Sud par le United Kingdom Atomic weapons Research Establishment durant la décennie (1953-1963).`
Il est ensuite employé par le Département fédéral de la santé, du logement et des services communautaires de l'État de Victoria ; de Juillet 1991 à juillet 1995, en tant que « chercheur principal », il dirige des programmes de recherche sur l'épidémiologie du cancer de l'enfant, et une étude animale sur les effets éventuellement cancérigènes d'une exposition à des champs de 50/60 Hz. Il prend en charge la direction d'un programme de recherche pluriannuel sur les éventuels dommages à la santé des enfants causés par les rayonnements non ionisants, tout en continuant à s'impliquer dans les Autorités de radioprotection australiennes, canadiennes et italiennes, notamment via le Comité international des rayonnements non ionisants dont il a été membre fondateur, et qu'il a présidé durant 4 ans (de 1988 à 1992), Comité qui deviendra l'ONG ICNIRP qu'il présidera aussi durant quatre ans (de 1992 à 1996, et dont il reste depuis «  Président d'honneur ».
D'août 1995 à 2006, l'OMS l'embauche comme expert en radiation, à Genève. Il y est principalement chargé du projet international CEM (champs électromagnétiques) (CEM = champs électromagnétiques) et dès 1995 responsable du projet mondial sur les rayonnements ultraviolets (INTERSUN), qu'il suivra jusqu'à sa retraite en 2006. Michael Repacholi est alors coordinateur de l'Unité Rayonnement et hygiène du milieu à l'OMS et membre du Departement de la protection de l'environnement humain, après avoir été  fonctionnaire responsable, de la section Protection radiologique et évaluation des risques mondiaux, au Bureau de l' hygiène du milieu mondial et intégré de L'OMS à Genève. Travaillant à Genève, il habite alors en France (à Divonne-les-Bains).
En 2006, il a officiellement pris sa retraite à l'OMS, mais mène encore diverses activités en lien avec son domaine d'expertise.

## Travaux de recherche
De 1968 à 1969 : à l'Université de Londres, il travaille notamment sur des cultures de lignées cellulaires d'organismes marins et sur des appareils exposant des suspensions de cultures de cellulaires aux ultrasons ;
De 1973 à 1980 : à l'Université d'Ottawa, dans le cadre de son doctorat, il travaille sur des lymphocytes humains en culture, exposés à des mitogènes (dont radioisotopes ou précurseurs radioactifs) introduits dans les cellules, et suivis par immunofluorescence, autoradiographie, analyse de fluorescence de l'ADN déroulé ;
De 1983 à 1991 : à l'Hôpital Royal Adelaide, il contribue à développer des lasers médicaux (essais cliniques d'amygdalectomies par laser ; élimination des taches de vin, tests de laser cliniques sur le modèle animal, programme d'évaluation et d'enseignement de l'usage du laser clinique.
Il travaille ensuite sur les effets des champs électromagnétiques sur la santé, sur le modèle murin notamment (voir ci-dessous)

### Financements
En 1988, il bénéficie de crédits de recherche de l'Hôpital Royal Adelaide (4000 $, pour améliorer l'amygdalectomie via le laser).
En 1989, il touche 250 000 dollars de subvention de la Commission de la santé de l'Australie du Sud, pour étudier l'efficacité clinique du traitement des taches de vin et des télangiectasies par laser au bromure de cuivre.
En 1990, la Commission de l'électricité de Nouvelle-Galles du Sud lui verse 125 000 dollars pour préparer une étude sur le cancer infantile en Australie, afin d'étudier une éventuelle relation causale des champs magnétiques de 50 Hz.
En 1991, l'Association australienne de l'approvisionnement en électricité (privée) lui verse 80 000 dollars pour étudier la faisabilité d'une étude sur vaste étude d'éventuels effets carcinogenèse de l'exposition d'animaux à des champs magnétiques de 50 Hz. 
En 1992, cette même association lui apporte 1 002 000 $ pour étudier d'éventuels effets cancérogènes d'un champ magnétique de 50 Hz sur des souris génétiquement modifiées El-PIM-1 ; Et en 1992 toujours, les « Telecom Research Laboratories » lui apportent 200 000 $ pour compléter cette étude en exposant cette fois des souris à des radiofréquences de 900 MHz, toujours pour détecter un effet carcinogène éventuel .

### Financements sources de conflit d'intérêts?
Selon le journaliste technique Louis Slesin (fondateur et rédacteur en chef de « Microwave News » à New-York), « les études financées par l'industrie, comme COSMOS, sont du pain et du beurre pour les chercheurs et peuvent durer de 15 à 20 ans. Cela constitue-t-il un conflit d'intérêts pour les scientifiques impliqués ? Bien sûr que oui », et toujours selon Slesin le Dr Repacholi recevait 150 000 dollars par an, indirectement de l’industrie de la téléphonie mobile (outre des frais de déplacement). Retraité de l’OMS en 2006, M Repacholi (selon sa biographie sur le site de l'ICNIRP) est encore  "membre émérite" avec accès à l'organisation, sur le site internet de l’ICNIRP, dont il est encore président émérite de l'ICNIRP, ce qui lui donne un statut d’observateur des réunions sans droit de vote, et sans qu'il ait besoin de remplir une déclaration de conflits d'intérêts) tout en étant à nouveau consultant pour l'industrie (ex : la Connecticut Light and Power Co. (CL&P), filiale de Northeast Utilities, et la United Illuminating Co. (UI) l'ont engagé pour aider le Connecticut Siting Council à éviter l'application d'une norme stricte d'exposition aux CEM"). Selon une enquête du journal The Nation (2018) « Bien que Repacholi ait affirmé dans ses déclarations d'intérêt qu'il était "indépendant" de l'influence des entreprises » Motorola a versé 50 000 dollars par an à l'un de ses anciens employeurs (l'hôpital Royal Adelaide), lequel transférait ensuite cet argent au programme de l'OMS qu'il pilotait. À la suite de la mise au jour ces liens financiers indirects, M Repacholi a estimé qu'il n'y avait pas de conflit d'intérêts puisque Motorola ne l'avait pas payé personnellement ; « les paiements de Motorola ont été regroupés avec d'autres contributions de l'industrie et acheminés par le biais du Mobile and Wireless Forum (lobby et consortium des leaders industriels mondiaux en téléphonie cellulaire) ou le Mobile Manufacturers Forum (MMF), des associations professionnelles, la première ayant versé 150 000 dollars par an au programme de l'OMS » (piloté par Michael Ripacholi). 
Ce mode de financement n'est pas inhabituel à l'OMS qui manque d'argent public : Ainsi deux associations industrielles de téléphonie sans fil ont versé 4,7 millions de dollars pour l'étude Interphone du Centre international de recherche sur le cancer de l'OMS en 2000 (soit 20% du budget de 24 millions de dollars devant permettre à 21 chercheurs de 13 pays d'évaluer si les téléphones portables favorisent le gliome et/ou le méningiome). Dans ces cas, l'argent passe par une caisse commune supposée «pare-feu» contre l'influence directe des entreprises sur les conclusions de l’IARC, mais « Les sponsors industriels savent [quels scientifiques] reçoivent un financement ; Les scientifiques parrainés savent qui fournit le financement » commente Dariusz Leszczynski de l'Université d'Helsinki. À de nombreuses reprises, "Microwave News a demandé à M. Repacholi de révéler toutes les sources de financement du projet CEM de l’OMS, ce qu’il a toujours refusé selon "Microwave News 17 novembre 2006 ; Repacholi ré-interrogé un an plus tard, en juillet 2007 dans le cadre du projet « RF Gateway » (sur les radiofréquences) à propos des financements du projet CEM de l’OMS  a admis avoir été indirectement financé par l'industrie, qui selon lui représentait moins de la moitié du montant total (mais selon un Rapport intérimaire de l’OMS pour la période juin 2006-2007, le CEM a touché 249 682 US$ des gouvernements et 529820 US$ d’« autres sources », pour un total de 779 502 US$) ; M Repacholi, ajoute que «de plus, il fut ressenti au début du Projet (CEM) que l’industrie donnait l’impression qu’elle portait un intérêt pour la santé publique avec ses appareils à CEM et ainsi nous croyions qu’ils contribuaient aux financements du Projet dont le but était d’obtenir une meilleure  information sur les risques pour la santé ».Ce système de financement indirect a été résilié début 2007, après le départ récent de M Repacholi de l’OMS. Depuis, le projet CEM n’est plus  financé que par des contributions extrabudgétaires (périodiques ou ponctuelles) au projet CEM, venant de pays participants et d'autres agences, avec vérification des fonds par l’OMS qui a annoncé rechercher « de nouvelles sources de financement ».

## Notoriété, implications dans divers groupes professionnels
Il a été membre de :
- l'Australian Radiation Protection Association (Association australienne de radioprotection) depuis 1984, puis vice-président (1986-1988), puis président (1988—1990)[1]
- la Health Physics Society ou HPS (à partir de 1970) ; il est délégué de la HPS au Congrès de l'association International Radiation Protection Association (à Paris en 1977, puis à Jérusalem en 1980)[1].
- l'Australasian College of Physical Scientists and Engineers in Medicine (membre depuis 1984, président (S.A. Branch) de 1984 à 1986, vice-président de 1987 à 1989, puis président de 1989 à 1991 et "ancien président" de 1991 à 1993[1]
- l'Australian Institute of Physics (membre titulaire à partir de 1974)[1]
- l'Association canadienne de radioprotection (membre titulaire de 1969 à 1981)[1]
- l'Association canadienne de physique ; il est ancien président de sa Division Physique médicale et biologique (1978) et a été président du programme de la réunion annuelle des divisions en 1977[1]
- la Bioelectromagnetics Society (membre titulaire à partir de 1987, et membre du comité des distinctions depuis 1992 ; Cette société savante est aussi éditrice, notamment du Bioelectromagnetics Journal (en),
- Société italienne de radioprotection (membre d'honneur, depuis 1994)[1]

En 2020, Michael Repacholi est considéré comme une personnalité influente dans le domaine des effets biologiques des rayonnements ionisants et non-ionisants (radiotélécommunications...) ; auteur de nombreux articles, et ayant donné des conférences dans de nombreux pays sur les effets biologiques et la dosimétrie des ultrasons, des rayonnements électromagnétiques non ionisants, des champs électromagnétiques statiques et ELF, de sources optiques (U.V.…), des lasers ou encore du rayonnement synchrotron. 

Il a aussi enseigné à La Sapienza (Université de Rome) et au Centre Ettore Majorana pour la culture scientifique à Erice (Sicile). 
Ses activités l'ont notamment conduit à être très actif dans plusieurs ONG et institutions et en particulier dans l'ICNIRP (qu'il préside depuis mai 1992). L'ICNIRP est une ONG scientifique proposant des normes sur les radiations et champs non ionisants ; Michael Repacholi était déjà membre de l'IRPA (qui a créé l'ICNIRP) ; il a préparé plusieurs des Congrès de l'IRPA organisés, à Sydney en 1988, à Montréal en 1992 puis à Vienne en 1996.
Il a aussi fait partie des comités de la Commission électrotechnique internationale (CEI) pour le Canada, jusqu'en décembre 1982 :
-  TC 62/SC 62D sur les équipements électromédicaux ;
-  TC 27 sur les appareils électroménagers industriels ;
-  TC 61 sur la sécurité des appareils ménagers.
Ayant aussi travaillé sur les ultrasons, il a été Membre du Comité des effets biologiques de l'American Institute for Ultrasound in Medicine (AIUM) (jusqu'en 1982), tout en étant délégué (canadien) auprès de l'Organisation internationale de physique médicale (jusqu'en décembre 1982).

## Principal domaine d'expertise: radioactivité et radiofréquences
Il est particulièrement connu pour ses avis sur les risques liés au téléphone portable ; Il a été membre de "l'Équipe spéciale" de l'OMS aux réunions sur les champs électriques et magnétiques, les réglementations et les procédures d'application (à Freiberg, en Allemagne en 1978). Dès 1998, dans un article de type Review (faisant suite à un séminaire d'experts de 1996 portant sur les radiofréquence de 10 MHz à 300 GHz) il estime que « bien que les dangers liés à l'exposition à des champs RF (thermiques) de haut niveau aient été établis, aucun danger pour la santé connu n'était associé à une exposition à des sources de radiofréquences (RF) émettant des champs trop faibles pour provoquer une augmentation significative de la température dans les tissus », mais il précise que des effets biologiques sont identifiés pour « une faible exposition aux RF (...) nécessitant une réplication et une étude plus approfondie ». Il cite des effets (in vitro) sur la cinétique et la prolifération cellulaire, des effets génétiques, des problèmes de transduction du signal et d'altérations de la structure et de la fonction de la membrane, et d'altération des mécanismes biophysiques et biochimiques. Il encourage alors des études in vivo visant à évaluer ou vérifier d'éventuels effets de promotion, de co-promotion ou d'aggravation de cancers. Il suggère aussi d'évaluer les potentiels synergiques, génotoxiques, immunologiques et cancérigènes d'exposition chronique à de faible niveau de radiofréquences. Il faut dit-il alors vérifier s'il existe des dommages à l'ADN, un effet sur le système nerveux central, sur la synthèse de la mélatonine, la perméabilité de la barrière hémato-encéphalique (BHE) ou des interactions avec des médicaments neurotropes. « Les modifications de la structure et de la fonction oculaires induites par les RF doivent également être étudiées » précise-t-il. Dans ce même article, il suggère que l'épidémiologie examine d'éventuels liens entre l'usage du portable et l'incidence de divers cancers ; maux de tête, troubles du sommeil « et d'autres effets subjectifs pouvant résulter de la proximité d'émetteurs RF »; Il invite les laboratoires à étudier les professionnels exposés et les personnes signalant ces effets, notamment en termes d'incidence du cancer, de fausse-couche et chez les utilisateurs les plus exposés aux radiofréquences. « Les études des populations exposées à des sources ponctuelles résidentielles, telles que les émetteurs de radiodiffusion ou les stations de base de téléphonie mobile, ont causé des problèmes de santé généralisés parmi le public, même si les expositions aux RF sont très faibles. Des études récentes qui pourraient indiquer une incidence accrue de cancer dans les populations exposées devraient être approfondies » conclut-il dans sa revue d'étude fin 1998. 
Quelques mois plus tard (mars 1999), également à la suite d'un séminaire international (de 1997, portant sur les effets des champs électriques et magnétiques statiques et à extrêmement basse fréquence (EBF), ambiants ou environnementaux (0 à 300 Hz) (les EBF sont par exemple utilisées pour communiquer avec les sous-marins en immersion), il conclut avec son co-rédacteur B. Greenebaum, autre expert du sujet, qu'il existe des lacunes dans les connaissances disponibles pour bien évaluer des risques sanitaires. En 1997, la littérature utilisée par les groupes de travail « n'établit pas que les dangers pour la santé sont associés à une exposition à des champs de bas niveau, y compris aux niveaux environnementaux ». De même pour « une exposition à des champs électriques statiques à des niveaux actuellement trouvés dans l'environnement de vie et de travail ou une exposition aiguë à des champs magnétiques statiques à des densités de flux inférieures à 2 teslas ». Il ajoute que « des rapports sur les effets biologiques d'une exposition aux champs EBF de faible niveau et d'une exposition chronique à des champs magnétiques statiques ont été identifiés et nécessitent une réplication et une étude plus approfondie pour que l'OMS puisse évaluer les conséquences possibles sur la santé. Il n'a pas été rapporté que les champs électriques statiques ambiants causaient des effets néfastes directs sur la santé, et aucune recherche supplémentaire dans ce domaine n'a donc été jugée nécessaire »
En 2000, dans Science, avec deux collègues, Michael Repacholi note que le principe de précaution s'inscrit maintenant dans le droit et devient l'une des bases de la législation environnementale européenne, mais il note que « des décisions « de précaution » ont été controversées », jugeant que le principe manque de définition claire et que « de grandes incertitudes subsistent quant au niveau de preuve nécessaire pour invoquer le principe »
En 2001, dans la revue Toxicology Letters partant du fait que plusieurs rapports scientifiques évoquent des liens de causalité entre une exposition aux téléphones mobiles et certains cancers, il publie ce qui est selon lui l'état de la science. Il décrit aussi dans l'article le projet international EMF de l'OMS (lancé en 1996), et résume les recommandations du groupe d'experts créé au Royaume-Uni (IEGMP pour Independent Expert Group on Mobile Phones). Il estime que majoritairement, les études épidémiologiques disponibles et les travaux l'IEGMP (2000) ne suggèrent pas que l'exposition aux radiofréquences de la téléphonie provoque le cancer, et qu'« au dessous des lignes directrices, elle ne provoquent pas de mutation, ni n'initient ni ne favorisent la formation de tumeurs. Cependant, les téléphones portables ne sont pas utilisés depuis assez longtemps pour permettre une évaluation épidémiologique complète de leur impact sur la santé et nous ne pouvons pas, à ce stade, exclure la possibilité d'une association entre la technologie de la téléphonie mobile et le cancer ».
En 2005, 20 ans après la catastrophe de Tchernobyl, dans le communiqué de l'AIEA présentant le rapport abrégé ‘Chernobyl's Legacy: Health, Environmental and Socio-Economic Impacts' (L'héritage de Tchernobyl : impacts sanitaires, environnementaux et socio-économiques) du Forum Chernobyl (basé sur un rapport de 600 pages intégrant les travaux de centaines de scientifiques, d'économistes et de spécialistes de la santé, relatifs aux conséquences sur 20 ans du plus grave accident nucléaire de l'histoire. M Repacholi fait partie des quelques experts cités par le communiqué commun de l'AIEA, OMS, PNUE (« Tchernobyl : l'ampleur réelle de l'accident » ; 13 pages)  ;  en tant que « responsable du programme Rayonnements de l'OMS », il conclut que « Les effets sanitaires de l'accident étaient potentiellement catastrophiques, mais une fois que vous les additionnez en vous basant sur des conclusions scientifiques dûment validées, en ce qui concerne le public, ils n'ont pas été aussi forts que ce que l'on pouvait craindre initialement (…) au final, le message du Forum Tchernobyl est rassurant ».

## Controverses
Michael Repacholi a été (à deux reprises selon lui) expert mandaté et payé, respectivement par l'industrie de l'énergie et celle des télécommunications, lors de deux procès devant les tribunaux néozélandais. Il a précisé à une commission sénatoriale que depuis qu'il est fonctionnaire à l'OMS, les directives juridiques de l'organisation lui interdisent désormais de participer à ce type d'affaires judiciaires. Quand le président de la commission (le sénateur Allison) lui a demandé « Mais n'avez-vous pas épousé la ligne de l'industrie par rapport à ces affaires judiciaires? », Michael Repacholi a répondu « Je n'épouse aucune ligne. Je prends simplement la ligne des normes internationales. Il n'y a pas de ligne. Je suis juste la science ».
Michael Repacholi après avoir publiée en 1997 une étude concluant au développement accru du cancer chez les souris transgéniques exposées à une rayonnement (athermique) de téléphone portable GSM a d'abord été considéré comme témoin-clé des opposants au développement de des réseaux sans fil avant qu'on soit certains qu'ils soient sans dangers pour l'Homme ou l'environnement. Il n'a ensuite plus tenu compte de sa propre étude au motif, selon lui, qu'elle n'a pas été reproduite.
Selon le Dr Neil Cherry (Université de Lincoln, Nouvelle-Zélande), auditeur lors d'une enquête du Sénat australien, le Dr Repacholi a dit, lors d'une conférence de presse parrainée par l'industrie, qu'il n'y avait aucune preuve que les téléphones portables GSM étaient dangereux pour la santé ; il y a présenté son article (financé par Telstra) ayant mis en évidence un doublement de l'incidence de cancers chez les souris exposées à un rayonnement de téléphones portables GSM, à des niveaux assez faibles pour ne pas générer d'effets thermiques. Questionné par le Dr Michael Kundi, président de la conférence, le Dr Repacholi a répondu qu'une étude n'est pas une preuve tant qu'elle n'est pas reproduite (La conférence a cependant rejeté ce point de vue, considérant qu'une étude est une preuve, sa réplication fournissant la confirmation et l'établissement de cette preuve).
Il a été reproché à M. Repacholi de promouvoir les appareils sans fil émettant des micro-ondes par les enfants - lors de la Handheld Learning Conference (10 au 12 octobre 2007 à Londres), à l’encontre des recommandations de la Health Protection Agency britannique voulant que les moins de 16 ans ne devraient pas utiliser les téléphones mobiles, etc. M Repacholi estime que les enfants utilisent plutôt le texto et peu le téléphone, ce qui les exposerait moins ;
Puis, en tant que fonctionnaire de l'OMS (où Michael Repacholi pilote le projet CEM), et en tant que rédacteur des comptes-rendus scientifiques de plusieurs séminaires internationaux organisés par l'OMS,, Michael Repacholi a pris une position plus nuancée ou ambiguë ; affirmant que le rayonnement des téléphones portables, à condition de ne pas dépasser les valeurs limites (que Repacholi a lui-même largement contribué à fixer) ne pose aucun danger « en termes d'effets thermiques », ; Ces positions ont été contestées par de divers groupes et experts qui estiment que le téléphone portable (et ses réseaux d'antennes) génèrent aussi des effets athermiques problématiques, d'après des dizaines d'études non prises en compte par Michael Repacholi, ni pour élaborer les valeurs-guide de l'ICNIRP, une pétition ayant même demandé le renvoi de M. Repacholi l'OMS. Commentant un documentaire paru en 2014, Ondes, sciences et manigances (réalisé par Jean Hêches et Nancy de Meritens), Marine Jobert, journaliste au Journal de l'Environnement, notait en janvier 2014 : « L'OMS sera le fer de lance de cette opération, grâce à Michael Repacholi, président de l'ICNIRP (une émanation de l'IRPA, une organisation professionnelle internationale créée pour développer des moyens de protection contre les rayonnements ionisants et financée par l'industrie nucléaire, qui a œuvré dans le projet Manhattan). C'est lui qui va prendre la tête du projet CEM de l'OMS, lequel a pour ambition d'évaluer les effets sur la santé et sur l'environnement de l'exposition aux champs électriques et magnétiques (compris dans les fréquences de 0 à 300 GHz). Des scientifiques membres de l'ICNIRP, financés par l'argent des opérateurs, vont ainsi faire une entrée tout à fait officielle au cœur même de l'OMS ». Quand il a lancé le CEM à l'OMS, « il était connu depuis plus de 6 ans pour être consultant rémunéré et porte-parole des entreprises responsables de la production de la pollution par les CEM » selon le Pr Andrew Marino (Louisiana State University). 
En juillet 2018, l'ICNIRP a mis à jour son guide pour l'établissement de limites d'expositions dans la bande de fréquence 100 kHz – 300 GHz, à nouveau sans tenir compte des effets non thermiques des radiofréquences concernées.
En 2007, alors qu'il est retraité mais Professeur invité du département du Génie électronique, de l'Université de Rome, avec T. Emilie van Deventer (OMS) Michael Repacholi est co-auteur d'un article publié par Peter Valberg (physicien de Harvard et toxicologue ayant autrefois travaillé pour l'industrie du tabac accusé par le Center for Public Integrity de corruption ou au moins de fraude scientifique ; une série sur "la science contaminée" l'accusant d'avoir passé sous silence un groupe de 22 décès par tumeur cérébrale d'ouvriers exposés au chlorure de vinyle dans une usine de Dow Chemical) omission qui a permis à une étude faite en 2000 par l'industrie d'affirmer que les liens entre ce monomère chimique et les morts par cancer du cerveau dans les usines de chlorure de vinyle «n’était pas clair», faisant qu'en citant cette étude (et d'autres), le CIRC a retiré (en 2008) ce produit de la liste des produits cancérigènes ; Plus récemment Peter Valberg a témoigné en faveur des cigarettes Light Phillips Morris et la même semaine (voir p 120, 127), le département des services publics du Massachusetts l'appelait comme expert pour l'aider à passer outre aux plaintes des citoyens concernant les risques posés par les compteurs intelligents sur la santé. 
Le Smart Grid Consumer Collaborative, ONG comparée au Tobacco Research Council pour sa position pro-industrie, s'est aussi appuyé sur Peter Valberg pour affirmer aux régulateurs, aux législateurs, aux environnementalistes et aux autres décideurs que les compteurs intelligents ne présentent pas de risque sanitaires.

### Vidéographie
- A Radiant Day - Part 1,  reportage de NRK (Norwegian Broadcasting Company) & Brennpunkt show crew, 13 mars 2010 ; En 2010, interviewé chez lui (4 ans après sa retraite de l’OMS), il estime toujours qu’il n’y a pas de risque démontré pour la santé et que les électrosensibles sont victimes de « réactions psychosomatiques » ;
- Mobile & Health Interviews Pt. 1 Michael Repacholi , interviewé par Jack Rowley (de GSMA) à Bruxelles encourage les enfants à utiliser les téléphones portables.
- Mobile & Health Interviews Pt. E Michael Repacholi , interviewé par Jack Rowley (de GSMA) à Bruxelles (où il estime que le enfants pratique les textos plus qu’ils ne téléphonent, ce qui les exposes moins)
- Mobile & Health Interviews Pt. E Michael Repacholi , interviewé par Jack Rowley (de GSMA) à Bruxelles